# Vojvodinci
Vojvodinci (en serbe cyrillique : Војводинци ; en roumain : Voivodinț ; en hongrois : Vajdalak) est un village de Serbie situé dans la province autonome de Voïvodine. Il fait partie de la municipalité de Vršac dans le district du Banat méridional. Au recensement de 2011, il comptait 328 habitants.

## Démographie

### Évolution historique de la population
| 1948  | 1953  | 1961  | 1971 | 1981 | 1991 | 2002 | 2011 |
| ----- | ----- | ----- | ---- | ---- | ---- | ---- | ---- |
| 1 196 | 1 098 | 1 012 | 902  | 727  | 593  | 417  | 328  |

|  |